# توماس سكالي (دراج)
توماس سكالي (بالإنجليزية: Thomas Scully) مواليد 14 يناير 1990 في إنفركارجل، هو دراج نيوزلندي. شارك وحقق ميدالية في دورة ألعاب الكومنولث.

## الميداليات
| الميدالية | المسابقة                               |
| --------- | -------------------------------------- |
| فضية      | بطولة العالم للدراجات على المضمار 2014 |
| ذهبية     | دورة ألعاب الكومنولث 2014              |

## روابط خارجية
- توماس سكالي على موقع الاتحاد الدولي للدراجات (الإنجليزية)
- توماس سكالي على موقع أرشيف الدراجات (الإنجليزية)
- توماس سكالي على موقع إحصائيات الدراجات الإحترافية (الإنجليزية)
- توماس سكالي على موقع نسبة الدراجات (الإنجليزية)
- توماس سكالي على موقع CycleBase (الإنجليزية)
- توماس سكالي على موقع اتحاد ألعاب الكومنولث (مؤرشف) (الإنجليزية)